# Frontera entre Uganda y Sudán del Sur
La frontera entre Uganda y Sudán del Sur es el límite internacional de 435 kilómetros de longitud, en sentido este-oeste, que separa Sudán del Sur, estados de Ecuatoria Central y Ecuatoria Oriental, de la región Norte de Uganda. Al este comienza en la triple frontera Sudán del Sur-Uganda-República Democrática del Congo, y en el extremo oriental llega hasta la nueva triple frontera entre ambos países con Kenia.
Tras varios conflictos desde el siglo XIX, el Sudán bajo dominio del Reino Unido obtuvo su independencia en 1956. Definió su frontera con el protectorado de Uganda, que se independizó en 1962. Esta frontera estuvo marcada, de 1989 a 2005, por los conflictos entre el SPLA y el gobierno sudanés, y correspondía a una de las fronteras meridionales de Sudán. Más tarde con la independencia de Sudán del Sur en 2011, esta frontera pasó a delimitar los territorios de Sudán del Sur (en Ecuatoria Central) y de Uganda. Es una zona en disputa, donde han ocurrido enfrentamientos armados.